# Euterpé
Euterpé  (görögül:Ευτέρπη) ("örömet nyújtó", "gyönyörködtető") múzsa, a görög mitológia istennője, Mnémoszüné és Zeusz gyermeke.
A hellenisztikus kori irodalom óta alakjához a lírai költészet műfaja és a zene kapcsolódik, jelképe a fuvola.
Néhányan  az aulosz, az oboa-féle kettős síp feltalálójaként említik. A hangszer legnagyobb mestere a mítoszok szerint Marszüasz volt.
Euterpét Sztrümon folyamisten termékenyítette meg. Nászukból született fia Rhészosz trák király, aki Trója oldalán szállt harcba, de ahogyan azt Homérosz az Iliaszban megénekelte, Diomédesz és Odüsszeusz rajtaütésének áldozata lett.

## Érdekességek
- Euterpe a neve egy 1863-ban épült hajónak, amely később India Csillaga néven vált híressé.
- A 27 Euterpe egy kisbolygó neve
- Az Euterpe egy brazíliai pálma nemzetség.